# 水上公园站
水上公园站（蒙古语：ᠦ᠋ ᠯᠢ ᠶᠢᠩ）是呼和浩特地铁2号线的地铁车站，位于中华人民共和国内蒙古自治区呼和浩特市赛罕区人民路街道与玉泉区石东路街道交界锡林郭勒南路与水上公园北街交叉口地下，2020年10月1日開通运营。

## 车站结构
水上公园站位于锡林郭勒南路与水上公园北街交叉口，沿锡林郭勒南路呈南北向布置，长192米，标准段宽度19.7米，为地下两层岛式车站。
| 地面              | 出入口 | A、C-D出入口 |
| 地下一层          | 站厅   | 客服中心、自动售票机、验票机                                                                                    |
| 地下二层          | 站台层 | \| \| \| █ 2号线往塔利东路（诺和木勒） \| \| 島式 · 開左邊车门 \| \| \| \| \| \| █ 2号线往阿尔山路（五里营） \| |
|                   |        | █ 2号线往塔利东路（诺和木勒）                                                                                   |
| 島式 · 開左邊车门 |        | |
|                   |        | █ 2号线往阿尔山路（五里营）                                                                                     |

## 车站出口
水上公园站共设3个出口，各出口及周围设施如下所示：
| 出口编号            | 照片 | 地点                 | 可到达目的地       |
| ------------------- | ---- | -------------------- | ------------------ |
| A · 出口            |      | 锡林郭勒南路（东侧） | 仕奇公园           |
| C · 出口            |      | 锡林郭勒南路（西侧） |                    |
| D · 出口 · （设有） |      | 锡林郭勒南路（西侧） | 呼和浩特癫痫病医院 |
| 图例： 设有         |      |                      |                    |

## 接驳交通

### 公交车
- 蓝宇花园：26路、70路、K2路
- 癫痫病医院：26路、53路、70路、98路、K2路、S32路、夜间2号线

## 历史
- 2018年9月24日，车站主体结构封顶[4]。
- 2020年10月1日，本站随2号线通车一同开通[1]。